# Dasyblemma straminea
Dasyblemma straminea är en fjärilsart som beskrevs av Dyar 1923. Dasyblemma straminea ingår i släktet Dasyblemma och familjen nattflyn. Inga underarter finns listade i Catalogue of Life.